# AMSRefs
AMSRefs пакет је додатак пакету за LaTeX који олакшава стварање библиографија и цитата у  LaTeX документата. Коришћење AMSRefs омогућава задржавање богате марже која чини референце лакшим да се користе у другим издавачким окружењима, као што су на интернету, у другој књизи или часописима форматима, или са цитатним услугама. Пакет је бесплатно доступан на сајту Америчког математичког друштва.
Сврха AMSRefsе је да обезбеди једноставнији, флексибилнији начин коришћења многих библиографија и цитата функција које корисници LaTeX и BibTeX очекују. AMSRefs је дизајниран да подстакне очување структуриране ознаке на библиографији током животног века једног документа, од грубог нацрта до коначне верзије архиве. То ради заменом недовољно развијене структуре .bbl фајл формата LaTeX од потпуно структираног формата. Пакет је компатибилан са “showkeys”, “hyperref”, and “backrefs” пакетима и спроводи функционалност “cite” пакета. AMSRefs предвиђа да се стил библиографије у потпуности контролише преко LaTeX уместо одређеним делом од стране BibTeX фајла а делом од LaTeX. Истог формата се користе подаци у датотеци базе података и у LaTeX документу. Тако AMSRefs-формат базе података је валидан LaTeX документу који се може штампати директно. Такође, аутор може послати чланак са уграђеним референцама издавачу без губитка унутрашње структурне информације о уносу. Могуће је користити пакет AMSRefs без напуштања постојеће датотеке BibTeX базе података.
AMSRefs може бити дистрибуиран и/или модификован под Пројектом LaTeX јавне лиценце, било верзије 1.3c или било које верзије (по вашем избору).